# Шварценау (Бад-Берлебург)
Шварценау (нем. Schwarzenau) — поселение сельского типа в составе города Бад-Берлебург в районе Зиген-Виттгенштайн (земля Северный Рейн-Вестфалия, Германия). Населённый пункт был включён в состав Бад-Берлебурга после реформы местного самоуправления 1975 года.

## География

### Положение
Поселение расположено в юго-восточной части Бад-Берлебурга на реке Эдер. На севере поселение ограничено вершиной Ханшусс (601 м). Автодорога земельного значения L 553 соединяет населённый пункт с Бад-Берлебургом и Хатцфельдом (Гессен).

### Соседние населённые пункты
- Арфельд — поселение на западе на реке Эдер[3]
- Беддельхаузен — поселение на юге на реке Эдер[3]
- Эльзофф — поселение на востоке на ручье Эльзофф[3]

## История
Шварценау упоминается в документе 1059 года как «Сварценаун». Тогда ещё не существовало единое поселение, а было несколько хуторов.
В документе 1059 года и в других документах XVI века часть Шварценау, так называемая Старая деревня, принадлежит фогту Эльзоффа. Старая деревня исчезла в начале XVI века. С этого момента можно говорить только о населённом пункте Шварценау.
С 1713 года здесь стали селиться «канонисты», выплачивавшие графу Витгенштейну небольшой налог (канон). Некоторые из новых поселенцев также являлись гугенотами. С 1732 года это поселение стало частью администрации Эльзоффа. В 1760 г. канонистов было уже 47. В начале XIX века насчитывалось 49 канонических усадеб. За это время была создана настоящая деревня Шварценау. В 1819 году была образована администрация Шварценау, в которую входила и община Беддельхаузен. С 1845 года этот населённый пункт стал относиться к Арфельдскому уезду.
До 1975 года коммуна была самостоятельной в районе Виттгенштайн.

### Динамика численности населения
- 1961: 921 житель[2]
- 1970: 894 жителя[2]
- 1974: 923 жителя[4]
- 2011: 821 житель
- 2021: 761 житель[1]

## Замок Шварценау

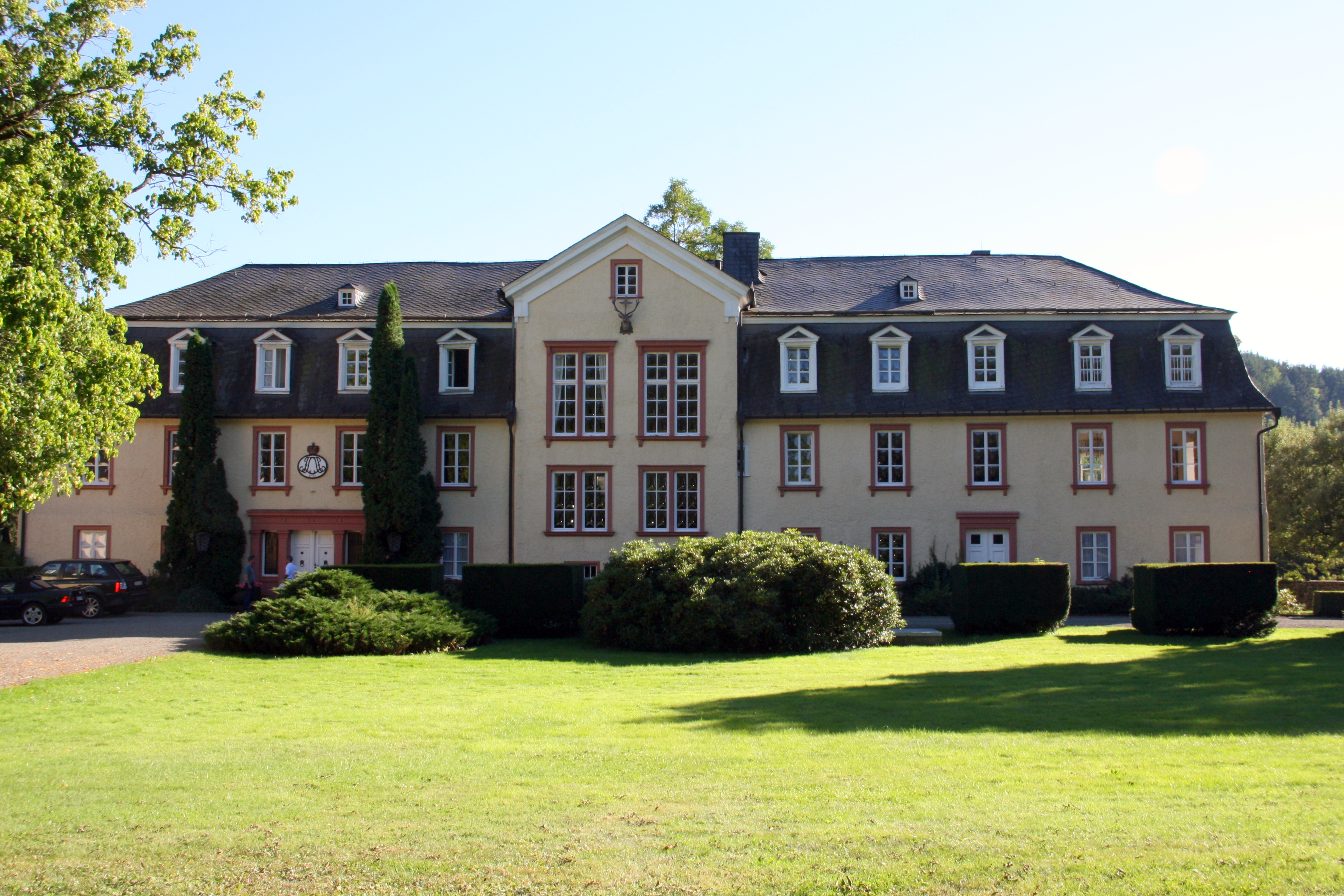
Замок Шварценау

В центре поселения на Эдере находится господский дом Шварценау, построенный в середине XVIII века. Первоначально он служил вдовьей резиденцией и охотничьим домиком графов Сайн-Витгенштейн. Но здание было расширено до графской резиденции, когда во время радикальной фазы пиетизма в Виттгенштайне независимый граф Генрих Альбрехт цу Сайн-Витгенштейн-Хоэнштайн перенёс свой центр жизни сюда вместо замка Виттгенштайн возле Ласфе, и выполнял государственные дела, чтобы быть ближе к живущим здесь церковным братьям и сестрам.

## Религия

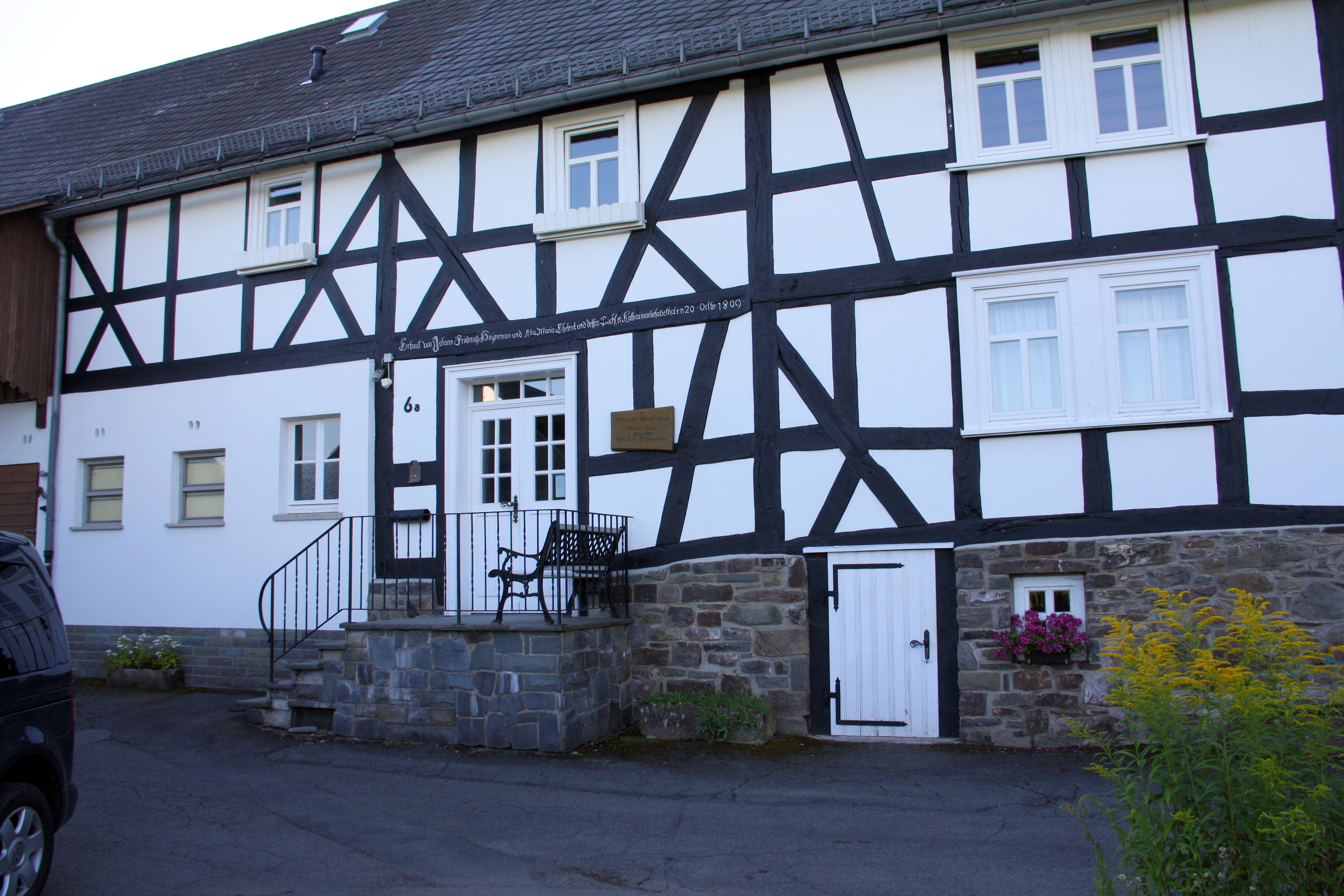
Дом Александра Мака в Шварценау

Примерно с 1698 года многие преследуемые по религиозному признаку поселенцы поселились в долине ручья Хюттен на северной окраине Шварценау. Они жили только в простых и бедных хижинах, отсюда и возникло название «Хюттенталь». Пиетистско-анабаптистское движение «Братьев Шварценау», существующее и сегодня, было основано в Шварценау и после эмиграции в Северную Америку распространилось главным образом в США. Самая большая церковь Братьев Шварценау сегодня — это Церковь Братьев. 
Рождение новых анабаптистов Шварценау произошло, когда Александр Мак  крестил восемь человек в Эдере в начале августа 1708 года. Сегодня музей Александра Мака в верхнем Хюттентале увековечивает память Братской церкви и времени радикального пиетизма в Виттгенштайне. В 1854 году Шварценау стал самостоятельным приходом, просуществовавшим до 31 декабря 2005 года. С 1 января 2006 года этот приход стал относиться к протестантской общине Лукас в долинах Эдера и Эльзоффа.

## Личности

### Родившиеся в Шварценау
- Зауэр, Иоганн Кристоф (1695-1757) — немецкий печатник в Северной Америке
- Якоб, Зигмунд (1874-1944) — немецкий кинопродюсер и киноменеджер
- Канштейн, Пауль (1899-1981) — немецкий юрист, бригадефюрер СС, начальник отделений гестапо в Берлине и Ганновере.
- Хеншель, Иоганн Фридрих (1931-2007) — немецкий судья Федерального конституционного суда и вице-президент суда.
- Вундерлих, Пиа (род. 1975) — немецкая футболистка, чемпионка мира (2003), трёхкратная чемпионка Европы (1997, 2001, 2005) и бронзовый призёр летних Олимпийских игр (2004)
- Вундерлих, Тина (род. 1977) — бывшая немецкая футболистка

### Умершие в Шварценау
- Хохманн, ЭрнстКристоф фон Шварненау (1670-1721) — немецкий мистико-сепаратистский пиетист.

## Транспорт
Железнодорожная станция Шварценау (на Эдере) находилась на ныне закрытой железнодорожной линии Бад-Берлебург — Аллендорф. Ныне Шварценау соединена с Бад-Берлебургом автобусной линией.